# Краснополье (Кимовский район)
Краснополье — село в Кимовском районе Тульской области России.
В рамках административно-территориального устройства является центром Краснопольского сельского округа Кимовского района, в рамках организации местного самоуправления входит в сельское поселение Новольвовское.

## География
Расположено в 9 км к юго-востоку от железнодорожной станции города Кимовска.

## Население
| 2002 | 2010 |
| ---- | ---- |
| 395  | ↘340 |

Население — 340 чел. (2010). 